# Ludwig Wittmack
Ludwig Wittmack (ur. 26 września 1839 w Hamburgu, zm. 2 lutego 1929 w Berlinie) – niemiecki botanik. Studiował nauki przyrodnicze w Jenie, w 1871 roku został pierwszym kustoszem nowo utworzonego muzeum historii naturalnej w Berlinie. W 1874 rok habilitował się i został profesorem nadzwyczajnym na Uniwersytecie Fryderyka Wilhelma w Berlinie. W 1881 roku został profesorem zwyczajnym botaniki w berlińskiej Landwirtschaftlichen Hochschule. Od 1925 członek honorowy Akademii Przyrodników Leopoldina.